# Hunt

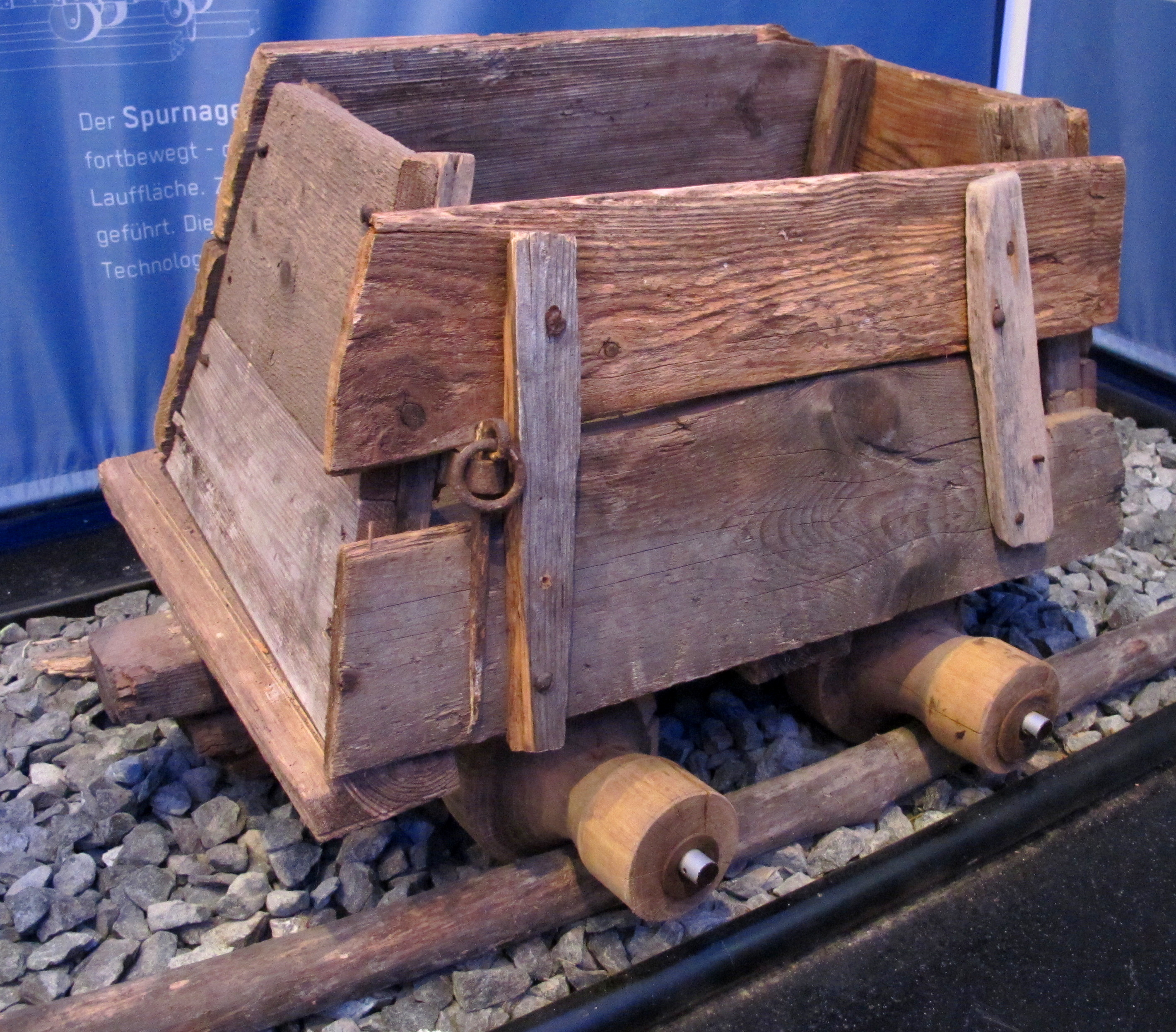
Spurnagelhunt aus der siebenbürgischen Apostelgrube, 16. Jh.

Als Hunt oder Hund, (auch Förder-, Auslauf-, Gruben-, Stollen-, oder Berghunt, aber auch Lauftruhe oder Rollhund) wird im Bergbau ein oben offener, länglicher viereckiger Kasten, der mit Rädern versehen ist, bezeichnet. Der Hunt wurde zur Förderung in Stollen und Strecken eingesetzt. Hunte können aufgrund ihrer Konstruktion, im Gegensatz zu Förderwagen, nur von Menschen hin- und herbewegt werden. Zudem hatten die Hunte ein geringeres Fassungsvermögen als gewöhnliche Förderwagen. Der Hunt ist das älteste vierräderige Fördergefäß, das im Bergbau angewendet wurde. Die erste bekannte Erwähnung stammt von Gossensaß aus dem Jahr 1427.

## Geschichte

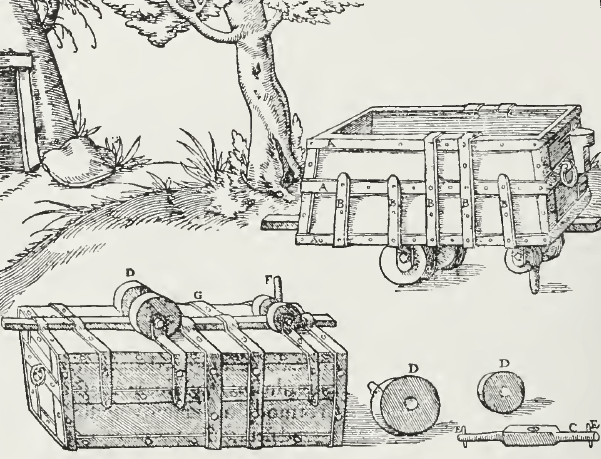
Deutscher Spurnagelhunt, aus: Georgius Agricola: De re metallica libri XII, 1556

Hunte wurden über mehrere Jahrhunderte im Bergbau zur Förderung der gewonnenen Mineralien eingesetzt. Sie entwickelten sich im 15. Jahrhundert aus der Notwendigkeit, die Förderleistung zu erhöhen. Bis dahin wurde mit Trögen, Körben oder Laufkarren gefördert. So beschreibt Georgius Agricola in seinem Buch De Re Metallica Libri XII einen vierrädrigen hölzernen Karren, der stoßend fortbewegt wird. Der dazugehörige Holzschnitt ist die älteste Abbildung eines Huntes. Seit Mitte des 17. Jahrhunderts wurden Hunte in den Bergrevieren des Harzes zur untertägigen Förderung eingesetzt. Seit der Mitte des 19. Jahrhunderts wurden auf größeren Bergwerken des oberbergischen Kreises nach und nach an Stelle der Hunte gewöhnliche Förderwagen in der Streckenförderung eingesetzt. Auch in den meisten anderen Bergrevieren wurden die Hunte gegen Förderwagen ausgetauscht. Auch im Freiberger Bergrevier wurden die alten Hunte allmählich ausrangiert. Dennoch wurden dort bis Ende der 1960er Jahre sogenannte moderne Grubenhunde in der Förderung genutzt.

## Wortherkunft
Die Herkunft der Bezeichnungen „Hunt“ oder „Hund“ ist nicht eindeutig geklärt.
Nach Agricola sollen die im Mittelalter verwendeten Hunte aus Holz beim Schieben durch den Huntstößer auf den Spurlatten (hölzerne Schienen) besonders in Kurven ein bellendes Geräusch verursacht haben.
Adelung erwähnt den Begriff im Zusammenhang mit dem alten Maß Hund, welches schon in niedersächsischen Urkunden des 13. Jahrhunderts erscheint. Da vor der Einführung des Huntes Körbe verwendet wurden, ist es durchaus naheliegend, dass der Name auf dieses Mengenmaß zurückgeht, welches einer Menge von 100 Körben entspricht. Adelung nennt in diesem Zusammenhang ferner einige abgeleitete Begriffe wie Hundsläufer, Hundsschlepper und Hundskette, nimmt dabei jedoch keinen Bezug auf das Zeitwort heunzen, welches er in der Bedeutung mit ziehen gleichsetzt und bei anderen bergbaulichen Begriffen, wie beispielsweise Heinzenkunst, erwähnt.
Eine andere Erklärungsversion der Herkunft des Wortes „Hunt“ ist die Ableitung aus dem slowakischen Wort „hyntow“ (= Wagen). Diese Erklärung ist jedoch, angesichts der geradezu sprichwörtlichen Fülle von Germanismen in der Slowakischen Sprache sowie insbesondere der Tatsache, dass gerade technische Begriffe von slowakischen Wanderarbeitern (in der K.u.k. Monarchie) in die Heimat mitgebracht worden sind, höchst zweifelhaft. Daher ist eher das deutsche Wort als das ursprüngliche anzusehen und „hyntow“ sehr wahrscheinlich ein Germanismus.
Außerdem sind im Bergbau und Maschinenwesen Tiernamen als Bezeichnungen nicht selten, wie z. B. „Bär“ für „Gegengewicht“, „Katze“ oder „Laufkatze“ für kleine Wagen mit Flaschenzug, „Teckel“ für die kleinen Holzwagen in Westfalen. Die ebenfalls für einen Förderwagen gebräuchliche Bezeichnung „Hund“ könnte ebendiesen Ursprung haben und „Hunt“ wäre eine Abwandlung davon.
Die im Mittelalter und auch noch bis ins 20. Jahrhundert übliche Verwendung von Zugtieren (Grubenpferden) im Bergbau und die Bezeichnung „Hund“ haben dazu geführt, dass in einigen literarischen Wiedergaben von der Verwendung von Haushunden die Rede ist. Hierbei handelt es sich jedoch um einen Irrtum.

## Begriffsverwendung
Die Verwendung bzw. Nutzung des Begriffes Hunt wurde in den einzelnen Bergrevieren unterschiedlich gehandhabt. So bezeichnete man früher sämtliche mit vier Rädern versehenen Fördergefäße generell als Hunt. Auch die später eingeführten Förderwagen wurden zunächst in den meisten Bergrevieren als Hund bezeichnet. Allerdings ist diese Bezeichnung gemäß von Rziha nicht ganz richtig, da der klassische im Bergbau verwendete Hund eine etwas andere Bauform hat als der später eingeführte Förderwagen. Rudolf von Carnall unterschied eindeutig zwischen Hund und Förderwagen, indem er beiden eindeutige Formen zuwies. So hatte der Hunt nach von Carnall ein geringeres Fassungsvermögen und er benötigte kein Führungsgestänge. Der Förderwagen hatte nach von Carnall zudem vier gleich große Räder, was beim Hund nicht der Fall war. Allerdings kam es bei der Begriffsverwendung zu keinerlei Vereinheitlichung, so dass man in den älteren Bergrevieren wie z. B. den böhmischen Braunkohlengruben oder im Freiberger Bergrevier den Begriff Hund auch für alle modernen Förderwagen beibehalten hat. In den jüngeren Steinkohlerevieren wurde die Bezeichnung Wagen oder Förderwagen verwendet.

### Hund als Zusatzbezeichnung
Das Wort Hund wurde auch in Kombination mit weiteren Worten verwendet und dies ergab dann weitere Begriffe. So bezeichnete der Bergmann die hölzernen Schienenwege, auf denen der Hunt bewegt wurde als Hundegestänge. Als Hundsläufer oder auch Hundestößer, bezeichnete man die Bergleute, die das gewonnene Erz mit dem Hund abfördern mussten. Der komplette Weg, den der Hunt auf den hölzernen Schienen bewegt werden musste, nannte der Bergmann den Hundelauf. Wenn ein Bergmann bei der Arbeit nachlässig war oder faulenzte, so nannte man dieses den Hund anhängen, den Hundsbengel stehen oder Hundspengel stechen. Eine weitere gesteigerte Form der Faulheit wurde als alles liegt im Hunde-Bett bezeichnet. Die Redewendung „Vor die Hunte/Hunde gehen“ leitet sich hiervon ab: Denn wenn in alten Zeiten ein Bergmann schlecht gearbeitet hatte, musste er zur Strafe die Hunte ziehen; so kam jeder, den das Erdenglück verlassen hatte, „vor die Hunte“.

## Aufbau
Die Hunte bestanden zunächst einmal aus einem rechteckigen hölzernen Kasten. Für den Bau des Kastens wurden 3/4 Zoll starke Bretter hergestellt und mit Eisenbeschlägen verstärkt. Da der Einsatz des Huntes in der Regel in sehr engen Grubenbauen erfolgte, waren die Hunte entsprechend klein gebaut. So lagen die lichten Abmessungen nur bei wenigen Zoll. Die Abmessungen des Huntes ermöglichten im Erzbergbau pro Hunt mit einem Arbeitsgang etwa 150 Kilogramm Erz zu fördern. Alle diese Hunte hatten zunächst hölzerne Scheibenräder, die auf hölzernen (später eisenverstärkten) Winkelschienen liefen. Die Räder waren bei sämtlichen Hunten, anders als beim Förderwagen, ohne Spurkranz. Je nach Positionierung unter dem Kasten und Größe dieser Räder, waren die Hunte unterschiedlich zu handhaben. Dies lag an dem unterschiedlichen Schwerpunkt der Hunte, der entweder zwischen den vier Rädern oder über der Achse der Hinterräder liegt. Der längeren Haltbarkeit wegen, und weil der Hunt dadurch nur wenig schwerer und teurer wurde, kamen später gusseiserne Räder zum Einsatz. Damit der Hunt leichter in der Spur gehalten werden konnte, musste man ihn mit einer Spurführung versehen. Der Hunt wurde durch die seitliche Aufkantung der Schienen oder einen abgestumpften eisernen Nagel (Magnus clavus ferreus obtusus) am Hunt, später als sogenannter Leit- oder Spurnagel bekannt geworden, geführt.

## Typen
Man unterscheidet in der Geschichte des Huntes zwischen unterschiedlichen Ausführungen. So gab es den Deutschen Hunt und den ungarischen Hunt. Außerdem gab es noch sogenannte Schlepp- und Flözhunde. Dieses waren streng genommen keine Hunde mehr, sondern Schlepptröge, die anstelle der Kufen mit Walzen oder Rädern versehen waren. Diese Fördergefäße wurden durch Ziehen oder Schleppen und nicht durch Stoßen fortbewegt.

### Deutscher Hunt
Der Spurnagel- oder Deutsche Hunt (16. Jahrhundert bis Mitte des 19. Jahrhunderts) bestand aus einem (eisenbeschlagenen) Holzkasten, mit dem etwa 150 Kilogramm Erz befördert werden konnten. Er hatte gleich große Räder, die auf dem Hundegestänge, einer Bohlenbahn, bewegt wurden. Durch die symmetrische Befestigung der Räder am Kasten lag der Schwerpunkt des deutschen Hundes mittig zwischen den beiden Radachsen. Damit der Hunt besser auf dem Gestänge gelenkt werden konnte, war unter dem Wagenkasten ein Spurnagel montiert. Der Spurnagel führte den Hunt in dem Spalt zwischen den Bohlen des Hundegestänges. Dadurch benötigte der Bergmann beim deutschen Hunt weniger Geschick um ihn durch die Grubenbaue zu stoßen. Allerdings kam es, bedingt durch Verunreinigungen der Spur und durch ungleichmäßige Abnutzung der Führungsrinne zu Leistungsminderungen bei der Förderung. Um den Spurnagel besser in der Rinne führen zu können, wurde er häufig mit Leitrollen versehen. Es gab aber auch deutsche Hunte, die ohne Spurnagel betrieben wurden. Bei diesen Hunten befand sich anstelle des Spurnagels unter dem Kasten eine Gabel, die mit den beiden Stiften eine am Gestänge befestigte Spurlatte umfasste und der Hunt dadurch gelenkt wurde. Außerdem war es auch möglich, den deutschen Hund ohne Bohlenbahn nur auf der blanken Sohle zu bewegen.

### Ungarischer Hunt
Der Ungarische Hunt (ab 1779 bis Mitte des 19. Jahrhunderts) glich weitgehend einem deutschen Hunt ohne Spurnagel. Er bestand ebenfalls aus einem hölzernen Kasten mit eisernen Beschlägen. Der Kasten des Huntes war von unten nach oben verjüngt und von hinten nach vorne verengt. An der Rückseite des Kastens war ein Handgriff befestigt, mit dem der Hunt gelenkt werden konnte. Unter dem Boden des Kastens war der Länge nach ein Bohlenstück, der sogenannte Stürzel oder Dexel, mit Schrauben montiert. An dem Bohlenstück waren die Achsen für jeweils zwei Räder vorne und zwei Räder hinten befestigt. Das hintere Räderpaar hatte einen größeren Durchmesser als das vordere Räderpaar. Die hintere Achse war beinahe mittig angebracht. Bedingt dadurch konnte der Huntstößer den Hunt mit ganz geringem Kraftaufwand dirigieren. Hierzu fasste der Hundtstößer mit der einen Hand an den Griff und drückte den Hunt über die Hinterräder hoch, sodass die vorderen Räder leicht vom Boden abhoben. Die Räder liefen auf Holzbohlen oder Kanthölzern, wobei bei letzterem der Wagenkastenboden tiefer als die Laufflächen war und dadurch den Hunt zwischen den Kanthölzern führte. Bedingt dadurch, dass der ungarische Hunt nur auf den Hinterrädern lief, wurde die Reibung auf dem Untergrund vermindert und das Lenken des Huntes erleichtert. Um den Hunt in die eine oder andere Richtung zu lenken, benutzte der Huntstößer die andere Hand, die er entsprechend gegen Rückwand des Huntes auflegte. Der Ungarische Hunt war besonders für den untertägigen Einsatz in Erzbergwerken geeignet. Insbesondere dort, wo der Einbau einer Schienenbahn nicht zweckmäßig war.

### Schlepphunte
Als Schlepphunte gab es den Walzenhunt und den Strebräderhunt.

#### Walzenhunt
Der Walzenhunt ist ein Vorläufer des Strebräderhunts. Der Kasten des Walzenhuntes hatte eine Länge von 5,5 Fuß und eine Höhe von sechs Zoll. Der Rauminhalt des Kastens lag bei 0,2 Kubikfuß. Unter dem Boden des Kastens waren Längskufen angebracht. Diese Längskufen hatten in der Mitte eine Stärke von 6 Zoll. Zwischen diesen Längskufen liefen die Walzen, die einen Durchmesser von 5–6 Zoll hatten. Für den Walzenhunt wurde Tragwerk benötigt.

#### Strebräderhunt
Der Strebräderhunt war der Nachfolger des Walzenhuntes. Der Strebräderhunt wurde im Mansfelder Kupferschieferbergbau eingesetzt, um dort in niedrigen Strebörtern die herein gewonnenen Mineralien fördern zu können. Der Mansfelder Strebhunt ist auf die Förderung im Abbau des Kupferschiefers optimiert. Er hatte eine Länge von circa 1,5 Meter und eine Breite von 0,6 Meter. Die Höhe lag bei etwa 0,25 Meter. Gefertigt waren die Strebräderhunte aus Holz oder Eisen. Die verwendeten Hölzer waren etwa einen Zoll stark. Die Strebräderhunte wurden mittels Sielzeug von einem Schlepper gezogen. Um den Hunt bewegen zu können, befestigte sich der Schlepper das Sielzeug an seinem rechten Fuß, kroch vorwärts und zog dabei den Hunt hinter sich her. Zur Unterstützung des Kriechvorgangs benutzten die Bergleute ein Achsel- und ein Beinbrett. Es wurden aber für diese, als Trecken bezeichnete Arbeit, auch Bergjungen eingesetzt. Ein Huntslauf wird nicht benötigt, da die Sohle im Kupferschieferbergbau aus der Hornbank besteht, die eine feste und glatte Oberfläche aufweist. Mit dem Strebräderhunt konnte ein Ladegewicht von 150 Kilogramm gefördert werden.

## Bohlenbahn

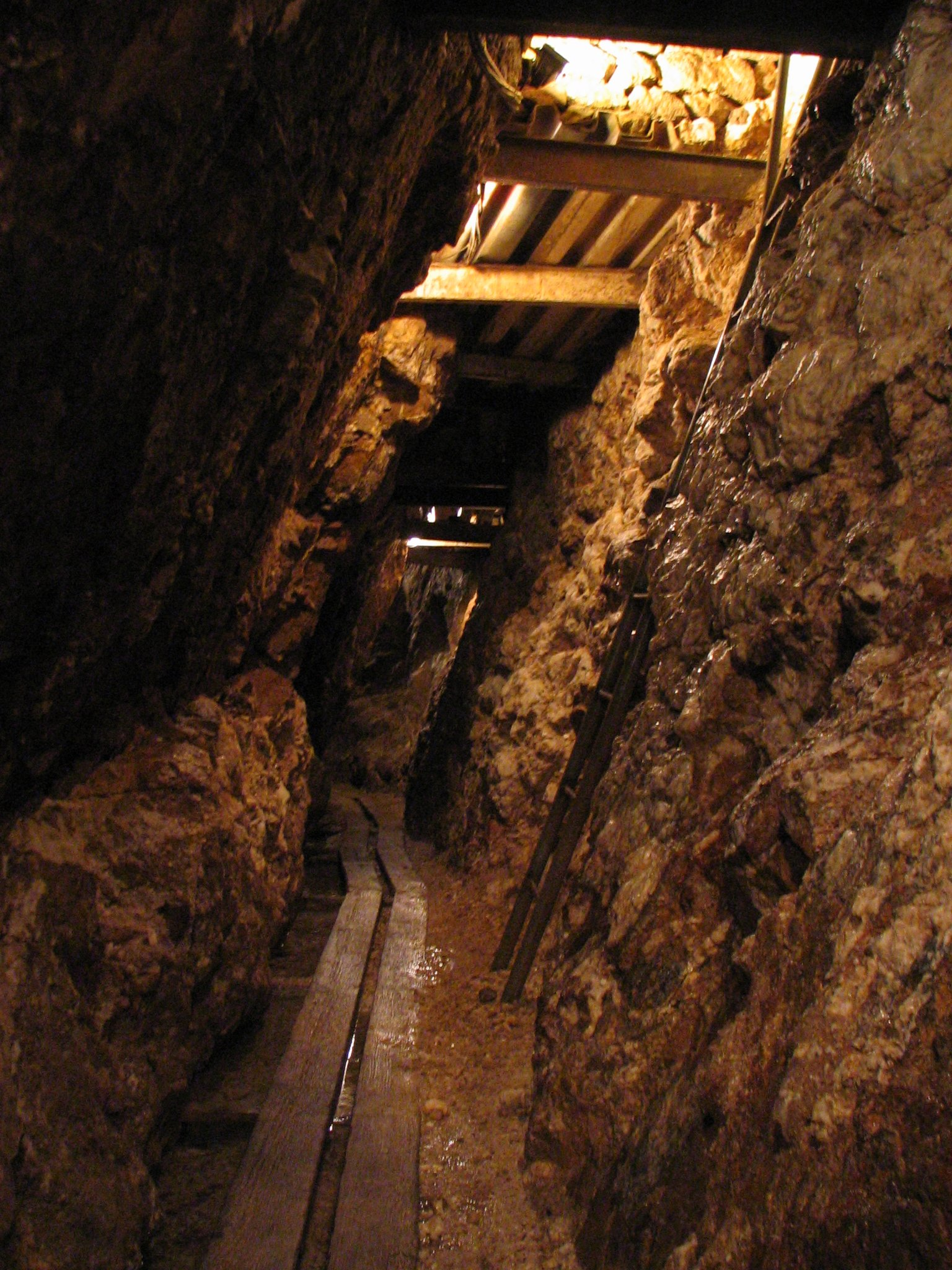
Huntslauf für Spurnagelhunte

Die Bohlenbahn, auch als Huntegestänge oder Huntelauf bezeichnet, ist eine Vorrichtung, auf der der Hunt hin und her bewegt wird. Für den Ungarischen Hunt war das Gestänge nur eine einfache Bahn, die aus sechs Zoll starken Laufbrettern bestand. Allerdings erforderten diese einfachen Laufbretter vom Hundstößer ein gewisses Geschick beim Hantieren bzw. Lenken des Huntes. Das Huntegestänge für den Deutschen Hunt war etwas anspruchsvoller konstruiert. Es bestand aus zwei nebeneinander gelegten Brettern oder Pfosten. Diese Bretter lagen auf quer dazu verlegten Stegen auf. Im Zwischenraum zwischen den beiden Brettern befand sich eine Rinne, in die der Leitnagel eingriff. Wurde anstelle des Spurnagels eine Spurgabel verwendet, so wurde in der Mitte der Bahn eine entsprechend starke Spurlatte befestigt, an der die Gabel entlang glitt.

## Förderung
Die alte Huntsförderung hatte den Vorteil, dass ohne komplizierte Weichen und Kreuzungen einfach mit Muskelkraft durch Druck auf den Hunt die Richtung des Huntes geändert werden konnte. Diese Art nannte man auch Deutsches Hundsgestänge. Es war ebenfalls möglich, auf unebenen oder schiefen Stollen und ohne Gleise zu fördern. Der Hunt wurde dabei mit einer Hand gehalten und mit der anderen Hand gelenkt. Zum Entleeren musste der Hunt gestürzt werden. Dies erfolgte durch spezielle Stürzböcke, die über einem Rollloch angebracht waren, oder durch seitliches Umstürzen.
Aus England kam im 19. Jahrhundert der Spurkranz nach Deutschland. Für das englische Gestänge war es erforderlich, dass entsprechend gerade und ebene Schienen verlegt wurden, auf denen die Wagen laufen. Springt der Wagen aus der Spur, läuft er nicht weiter. Durch den geringeren Rollwiderstand ließ sich aber die Förderleistung erhöhen, weshalb sich der englische Förderwagen (1842–1915) zusammen mit der Auffahrung fluchtgerechter Stollen und Strecken durchsetzte. Die Weiterentwicklung des englischen Förderwagens ist der bis heute verwendete Muldenwagen.
Später entwickelte sich aus dem Prinzip des schienengebundenen Huntes das gesamte Eisenbahnwesen.

## Einsatzgebiete

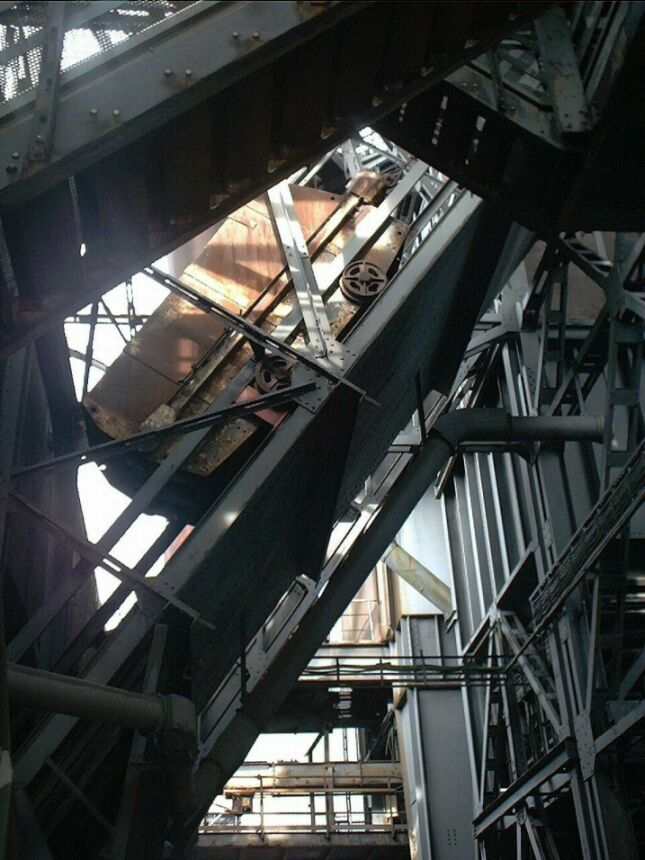
Hunt am Hochofen, Duisburg

### Bergbau
Im Bergbau dient(e) der Hunt der Beförderung unter Tage des Abbaumateriales vom Abbauort über das unterirdische Schienensystem zum Förderkorb und nach über Tage. Im Ruhrrevier des 19. Jahrhunderts diente der Hunt auch zur Förderung im Schacht. Der Hunt wird an das Seil angeschlagen und im tonnlägigen Schacht hochgezogen.

### Stahlerzeugung
Auch auf einer Hochofenanlage werden die offenen Förderwagen Hunt genannt: ein seilgezogener Wagen auf der Schrägrampe zur Beschickung eines Hochofens mit Erzen und Zuschlagstoffen.

### Materialseilbahnen
Ebenso wurden bei manchen Materialseilbahnen für Schüttgut, die im Zusammenhang mit einer Bergbauunternehmungen errichtet wurden, die Förderfahrzeuge als Loren oder Hunt bezeichnet.

## Bildbeispiele

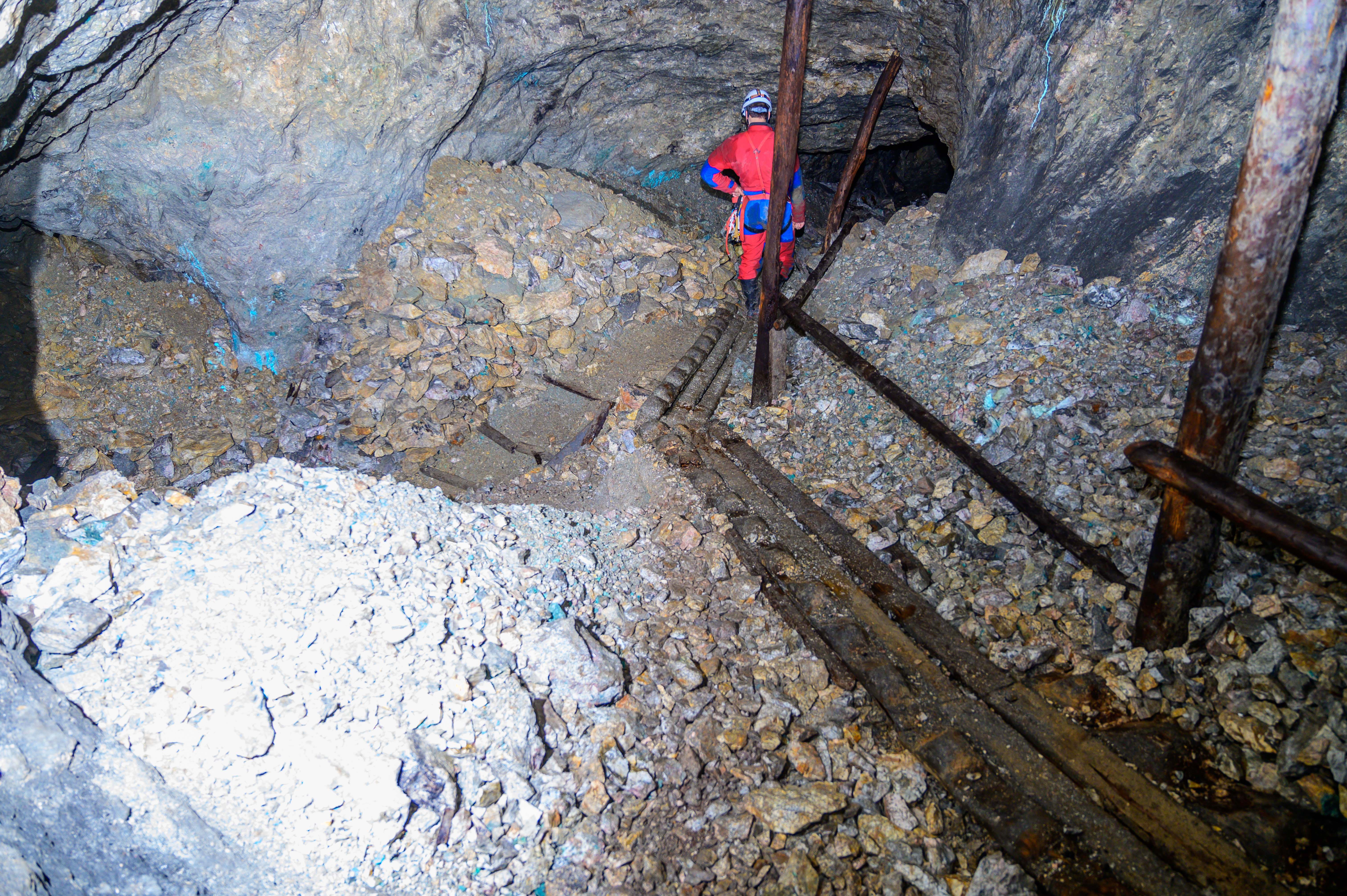
Gestängefahrt, Fahlerzbergbau, Tirol

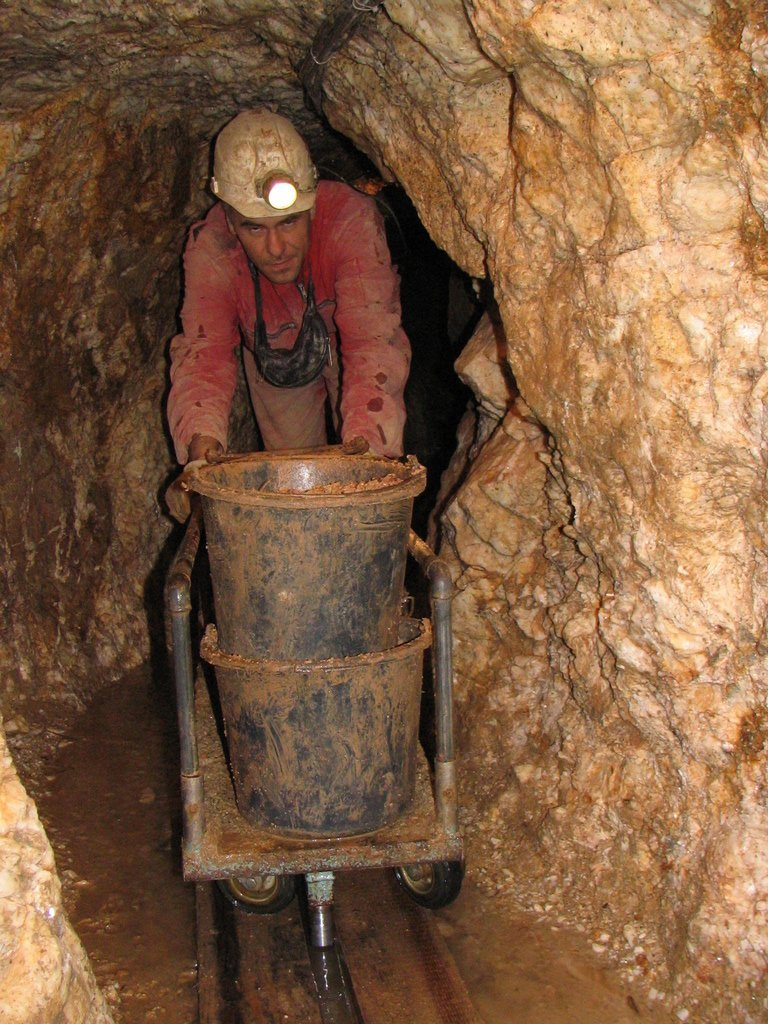
Spurnagelhunt, Silberbergwerk Suggental
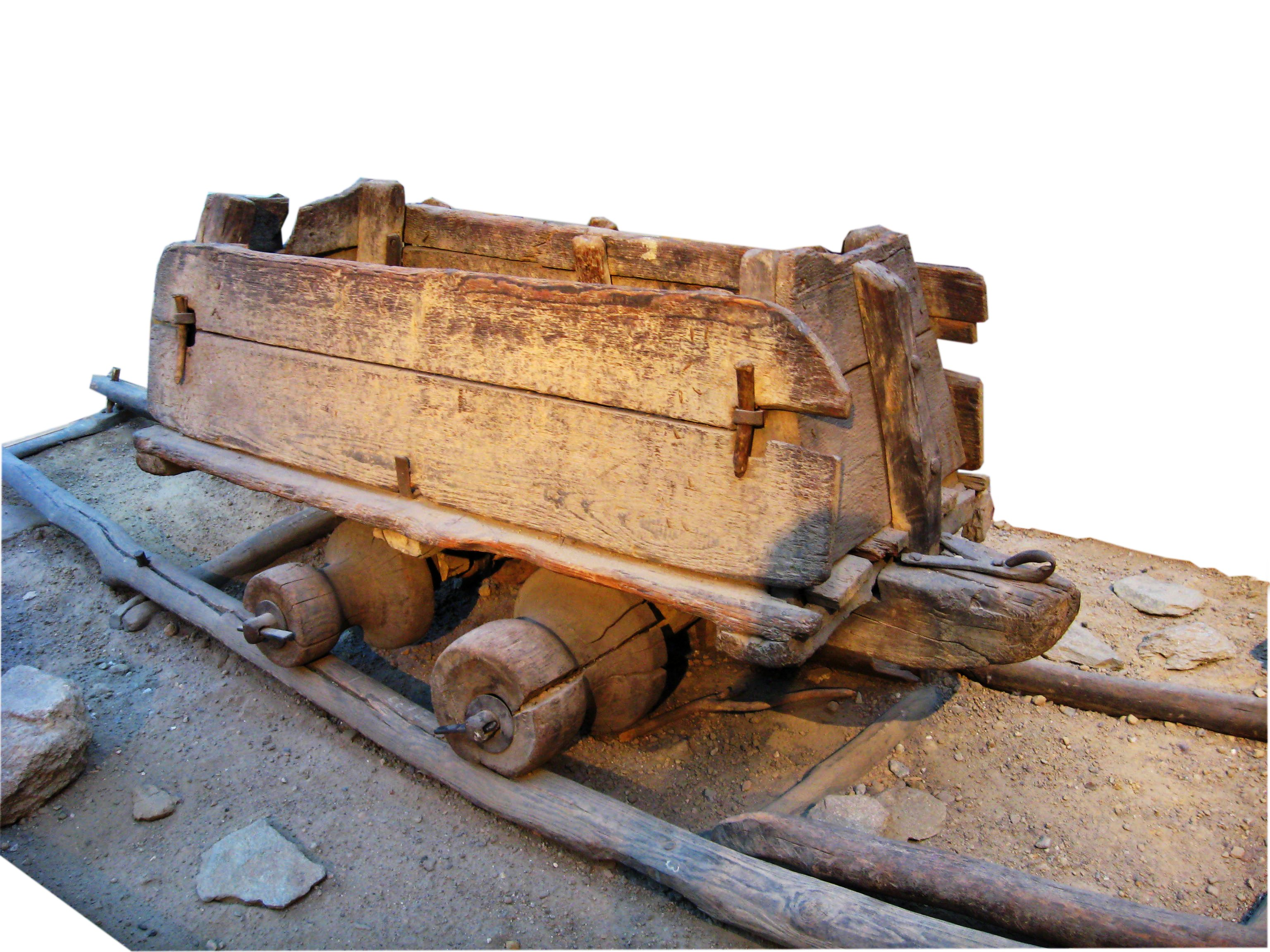
Ungarischer Hunt aus Rumänien
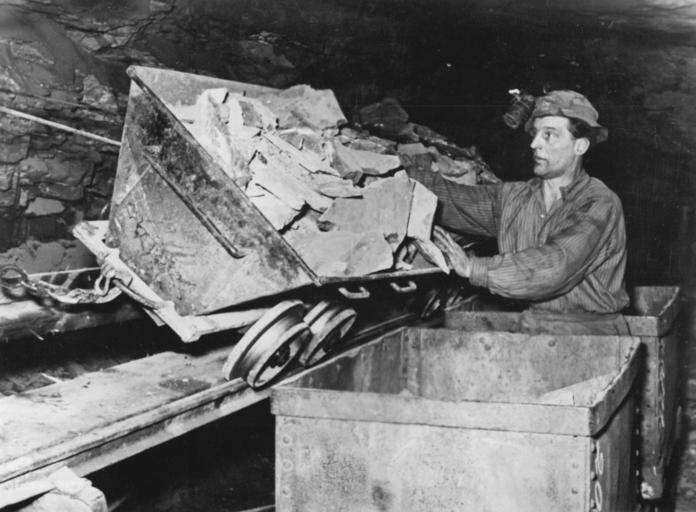
Umfüllen von Kupferschiefer aus Mansfelder Strebhunten in Hunte für die Streckenförderung
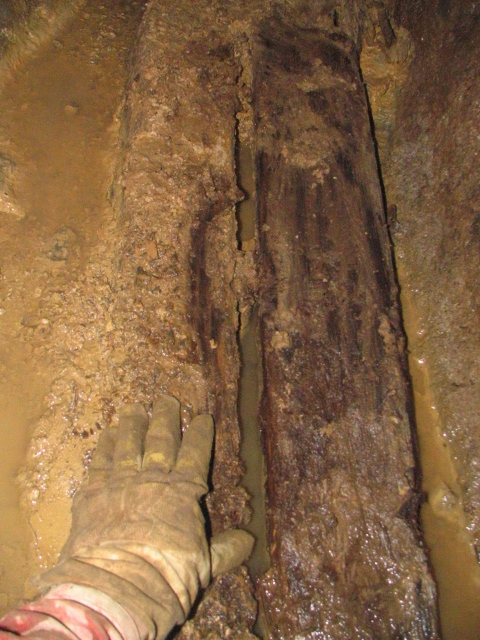
Huntslauf, Schwarzwald, spätes 17. Jahrhundert